# Bus Simulator 16
Bus Simulator 16 – symulator autobusu opracowany przez Stillalive Studios i wydany przez Astragon Entertainment dla systemów Microsoft Windows i macOS. Jest zasilany przez Unity i był dostępny 3 marca 2016 roku na całym świecie. Jest to czwarta gra z serii Bus Simulator.

## Rozgrywka
Bus Simulator 16 posiada licencje na pojazdy firmy MAN. Oprócz autobusów niemieckiego producenta autobusów, w grze dostępnych jest łącznie sześć autobusów, które pozwalają graczom na poruszanie się po pięciu dzielnicach. Gra zapewnia również menedżera tras, dzięki któremu gracze mogą tworzyć własne linie autobusowe. W grze dostępny jest również tryb wieloosobowy.

## Rozwój i wydanie
Bus Simulator 16 został zapowiedziany w lipcu 2015 roku. Jest to pierwsza gra z serii opracowanej przez austriackie studio Stillalive Studio. Gra miała zostać wydana 20 stycznia 2016 roku dla systemów Microsoft Windows i macOS, ale premiera została przełożona na 3 marca 2016 r. z powodu problemów technicznych.

## Oceny
Bus Simulator 16 otrzymał „mieszane” recenzje, według agregatora recenzji Metacritic.